# Differential Equations
Differential Equations is een aan collegiale toetsing onderworpen wetenschappelijk tijdschrift over differentiaalvergelijkingen. De naam wordt in literatuurverwijzingen meestal afgekort tot Differ. Equat. Het wordt uitgegeven door Springer Science+Business Media en verschijnt maandelijks.
Het tijdschrift publiceert Engelse vertalingen van artikelen die oorspronkelijk in het Russische tijdschrift Differentsial'nye Uravneniya (ISSN 0374-0641) zijn verschenen. Het verschijnt sinds 1965.